# Ostiglia
Ostiglia ist eine norditalienische Gemeinde (comune) mit 6663 Einwohnern (Stand 31. Dezember 2023) in der Provinz Mantua in der Lombardei. Die Gemeinde liegt etwa 29 Kilometer südöstlich von Mantua am Po.

## Geschichte
Die Ortschaft Ostiglia firmierte in der Antike unter dem Namen Hostilia. Durch den Ort verlief auch die Via Claudia Augusta. Im Mittelalter und in der Neuzeit herrschten unterschiedliche Machthaber über die Ortschaft (darunter die Veroneser und die Scaliger, schließlich die Visconti und die Gonzaga). 1717 wurde die Burg geschleift. 1907 wurde hier die Aktiengesellschaft Arnoldo Mondadori Editore gegründet.

## Verkehr
Ostiglia ist ein Verkehrsknotenpunkt: Hier trifft die Strada Statale 482 Alto Polesine von Mantua kommend auf die Strada Statale 12 dell’Abetone e del Brennero von Verona nach Bologna.
Der 2008 in neuer Lage eröffnete Haltepunkt von Ostiglia liegt an der Bahnstrecke Verona–Bologna, der frühere Bahnhof wurde auch von der Strecke nach Treviso bedient. Bis 1934 bestand eine Straßenbahnverbindung von Brescia über Mantua nach Ostiglia. Ostiglia liegt am Po-Radweg.

## Persönlichkeiten
- Cornelius Nepos (100–30 v. Chr.), Historiker
- Regina Strinasacchi (1761–1839), Violinistin
- Osvaldo Gnocchi Viani (* 26. August 1837 in Ostiglia; † 8. Januar 1917 in Mailand), Politiker, Journalist, Mitgründer des italienischen Arbeiterpartei[2]
- Roberto Bonini (1934–2005), Rechtswissenschaftler, -historiker und Hochschullehrer